# الأباطيل والمناكير والصحاح والمشاهير
الأباطيل والمناكير والصحاح والمشاهير هو أحد كتب الحديث، ألفه الحافظ الجورقاني، جمع المؤلف في كتابه الأحاديث الموضوعة المكذوبة على رسول الله وبين بطلانها، وقد رتبها على الكتب وجعل تحتها أبواب، حيث يورد الأحاديث بأسانيدها ثم يحكم عليها بوضوح ويفصل سبب حكمه وأقوال العلماء في أوصاف الرواة والسنن، وتضمن الكتاب سبعمئة وواحد وأربعين حديثا منها الموضوع ومنها الصحيح.